# تعلم غير رسمي

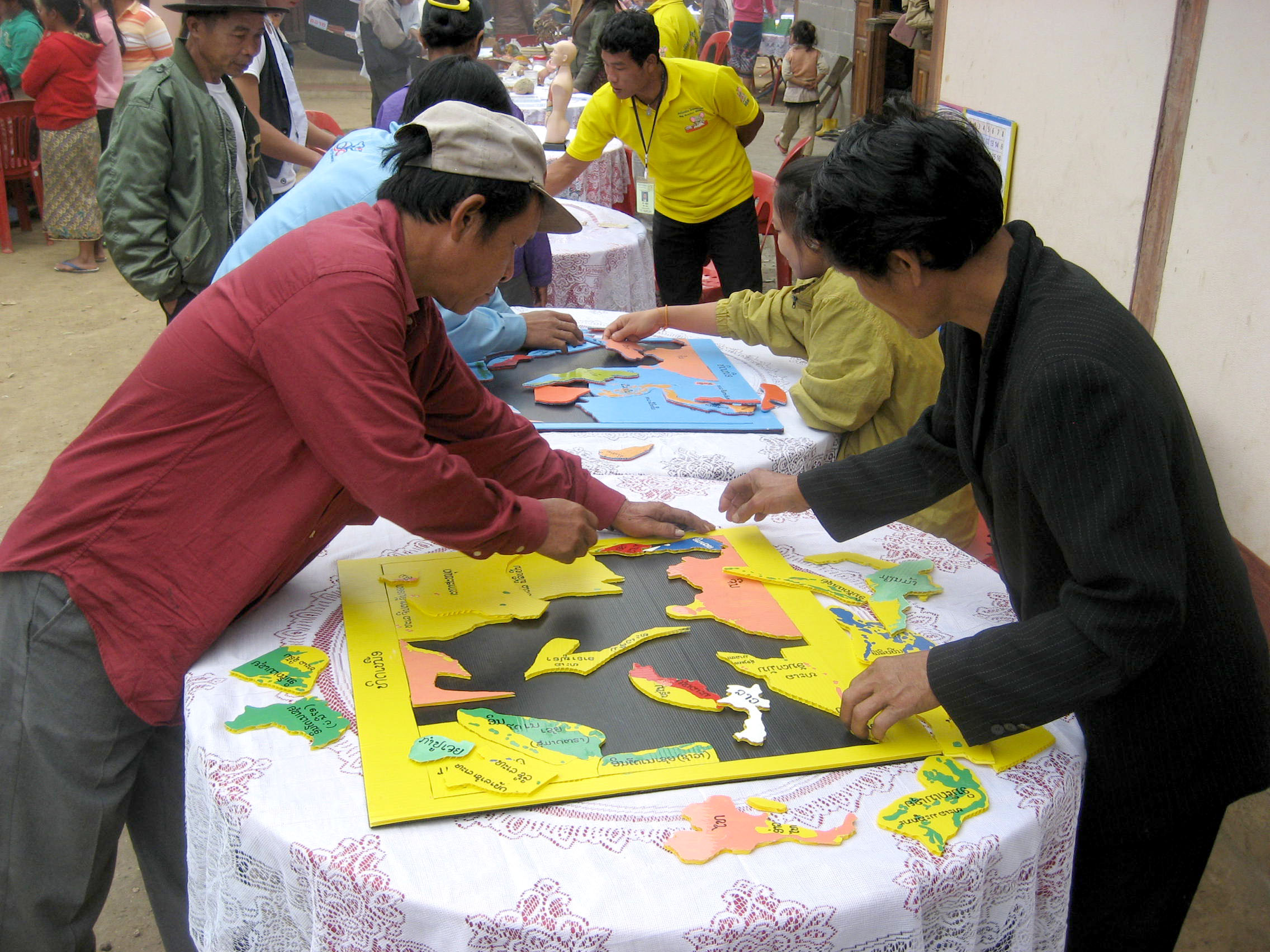
يجمع القرويون في لاو خرائط بانورامية لمنطقة جنوب شرق آسيا. وقد اعدت هذه الخرائط من قبل Big Brother Mouse، وهو مشروع يهدف لمحو الأمية في لاوس وكانت تلك المرة الأولى التي يشاهد فيها أي منهم أي نوع من الألغاز.

التعلم غير الرسمي مثل ما هو متعارف عليه هو أي تعلم غير رسمي أو غير نظامي. حيث ينظم بطريقة مختلفة عن التعلم الرسمي والتعلم غير النظامي إذ لا ترتجى منه مجموعة أهداف معينة من ناحية النتائج المرجوة من التعلم ولا يمارسه المتعلم بإرادة مقصودة قط. حيث كثيرا ما يشار إليه على أنه تعلم يكتسب بفعل الخبرة أو يشار إليه كخبرة فقط.ولكل المتعلمين المنخرطين في هذا النوع من التعلم، فإنه يتضمن بناء لغة إرشادية والاندماج في المجتمع واللعب و"incultruration" (وهو مصطلح مرتبط بالديانة المسيحية يشير إلى قبول الطرائق التي تعلم الكنيسة من خلالها والتي تتواجد في الثقافات غير المسيحية وإلى تأثير تلك الثقافات على تطور هذه التعاليم). ويعتبر التعلم غير الرسمي ظاهرة ذات انتشار واسع ومستمر من التعلم الذي يكتسب بالمشاركة وبخلق المعرفة ويخالف بذلك وجهة النظر التقليدية التي تشدد على أن اكتساب المعرفة يأتي عن طريق المعلم. وكثيرا ما يدمج هذا المصطلح مع مصطلحي التعلم غير النظامي والتعلم الذاتي. حيث يقترن استخدام هذا المصطلح إلى حد بعيد مع سياق تدريب موظفي الشركات والتعليم المتعلق بالعائد على الإستثمار أو التعليم العائد على التعلم. أيضا كثيرا ما يستخدم للإشارة إلى تعليم العلوم المتعلقة بالتعهيد الجماعي أو تعليم العلوم غير الرسمية. فالخلط بين معنيي التعلم غير الرسمي والتعلم غير النظامي يوضح آليات التعلم التي تحدث خارج نطاق البرامج التقليدية والتي تكون تحت إشراف مرشد. فعلى سبيل المثال لا الحصر، قراءة كتب ينتقيها المتلعم بنفسه، والمشاركة في برامج التعلم الذاتي والعلم الذي يعنى بعلوم الطبخ وتوجيه أنظمة ومواد دعم الأداء وممارسة المهارات العرضية وقبول التدريب والتوجيه وطلب النصح من الأقران أو المشاركة في جماعات الممارسة. ويحدث التعلم غير الرسمي في المجتمعات حيث يحظى بفرص المشاركة والملاحظة في الأنشطة الاجتماعية.
.

## الخصائص

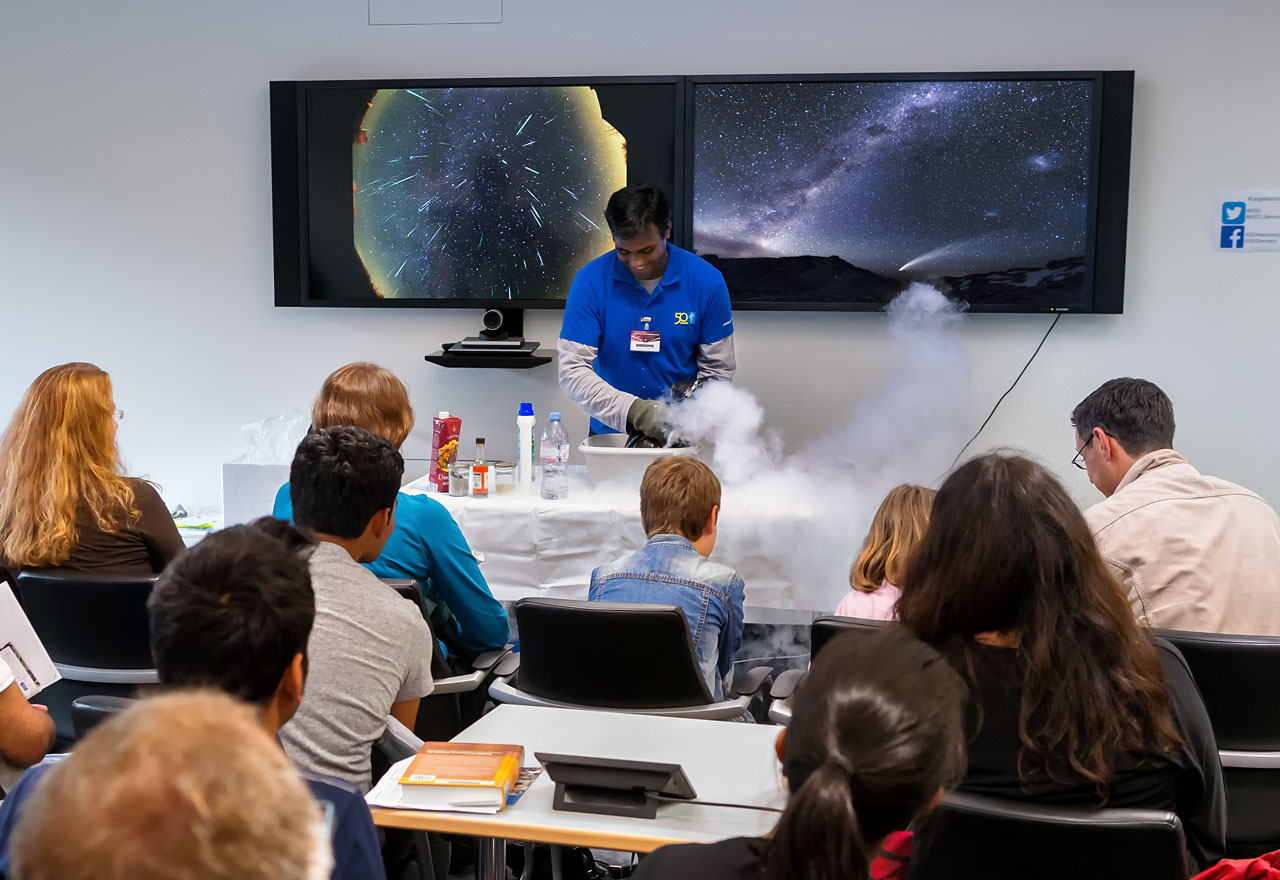
يوم البيت المفتح في مقر المرصد الأوروبي الجنوبي.

- عادة ما يمارس خارج نطاق المؤسسات التعليمية.
- لا يسير وفق منهج دراسي محدد وغالبا لا ينظم بمهنية، بل ينشأ مصادفة وعلى نحو متقطع وفي أوقات محددة بالاشتراك بمناسبات محددة من المقتضيات المتغيرة للعملية.
- ليس بالضرورة أن يكون قد خطط تربويا ولا يتبع منهجا خاصا لمواضيع دراسية ثابتة وامتحانات ومنحى تأهيلي ولكن عوض ذك إما أن يكون عرضيا دونما وعي أو يتم بحدس ووعي مقصود وأن يكون شموليا قادرا على حل المشاكل ويكون متعلقا بمواقف فعلية تتناسب مع الحياة.
- تتم ممارسته على نحو مباشر ويكون بطبيعته متناسبا مع الحياة اليومية.
- غالبا ما يكون عفويا وإبداعيا.
- يعد عنصرا أساسيا لنظام التعلم البديل المصاغ، التعلم عن طريق الرصد وممارسة التخييم[3] والذي يستخدم على نطاق واسع لدى معظم السكان الأصليين للامريكيتين.

## التاريخ
وفي نقاش دولي، تبين أن فكرة التعلم غير الرسمي قد استخدمت في وقت سابق من قبل جون ديوي John Dewey وفي وقت لاحق من قبل مالكولم نولزMalcolm Knowles وقد شهد هذا النوع من التعلم نهضة لاسيما فيما يتعلق بمجال التنمية. وقد كان هذا النوع من التعلم في البداية محدد من التعلم المدرسي الرسمي ومن التعلم غير النظامي الذي يتأتى عن طريق الدورات كوومبس / اشمد (Coombs/Achmed 1974غير أن واتكينس ومارسيك Marsick and Watkins قد تابعا هذه المقاربة وسارا في تعريفها بخطوة أبعد. حيث ابتدأ كلاهما بالشكل التنظيمي للتعلم وقد سميا مراحل التعلم هذه بغير رسمية والتي تتصف بعدم الرسمية ولا يتم تنظيمها رسميا ولا تمول عن طريق المؤسسات (Watkins/Marsick, p. 12 et sec.).ويعد تعريف ليفينجستون مثالا لنهج أكثر إتساعا متجه نحو التعلم الفردي والتعلم الذاتي والذي يولي اهتماما خاصا في التعريف الذاتي لعملية التعلم الذي يقوم بها المتعلم نفسه ليفينجيستون (Livingstone 1999, p. 68 et seq.).

## وجهات نظر أخرى حول التعلم غير الرسمي
وقد ذكرت ميريامMerriam 2007 : "ان التعلم غير الرسمي كما اقترح شوجورينسكي عام (2000) أنه يمتلك أنماطا داخلية خاصة به تعد في غاية الأهمية للتوضيح في دراسة الظاهرة". وقد اقترح ثلاثة أشكال وهي: التعلم الذاتي والتعلم العرضي والتنشئة الاجتماعية أو التعلم الضمني. وتختلف هذه الأنواع فيما بينها من حيث نية المتعلم أثناء خوض تجربة التعلم، فعلى سبيل المثال يتأتى التعلم الذاتي بشكل متعمد وبوعي تام أما التعلم العرضي والذي وصفه ماريسك وواتكينس 1990 Marsick and Watkins بأنه يأتي مصادفة وكنتيجة ثانوية إثر فعل شي آخر فإنه يكتسب عن غير قصد نية ولكن المرء يدرك عقب قيامه بخوض تجربة ما أنه قد اكتسب شيئا من العلم. وأخيرا إن التنشئة الاجتماعية أو التعلم الضمني لا يتم أكتسابهما عن قصد ولا إدراك.(على الرغم من أننا قد نصبح مدركين في وقت لاحق بهذا التعلم عبر " الاعتراف بالأثر الرجعي" (Marsick & Watkins, 1990, p. 6)" (p. 36). وفي الآونة الأخيرة قد توسعت بيننيت Bennett 2012 في تعريف شوجورنكسكي للتعلم غير الرسمي وذلك بتعريف أربعة أنماط للتعلم غير الرسمي (أ) التعلم الذاتي والذي يكتسب عن قصد نية وبإدراك تام (ب) التعلم العرضي والذي يكتسب بوعي تام ومن غير قصد نية (ج) التعلم الضمني والذي يحل محل التنشئة الاجتماعية وكلاهما يكتسب عن غير قصد نية ولا بإدراك. (د) التعلم التكاملي والذي يكتسب عن قصد نية وبدون وعي. ويعتمد على معالجة الأدب بشكل ضمني، وقد سارت بخطوة ابعد بتعريف التعلم التكاملي معرفة إياه على أنه عملية تعلم تجمع بين المعالجة المتعمدة غير الواعية من المعرفة الضمنية مع الوصول بشكل واعي لنتائج التعلم وبين الصور الذهنية (Bennett, 2012, p. 4) وقد صاغت عمليتين ثانويتين ممكنتبن وهما تحويل المعرفة وتسامي المعرفة واللتان تصفان الوصول المحدود للمتعلمين للمعرفة الضمنية.

## التعلم غير الرسمي في مجتمعات السكان الأصليين في أمريكا
غالبا ما يتعلم الناس في المجتمعات الأصلية في الأمريكيتين عبر الملاحظة والمشاركة في الحياة اليومية في مجتمعاتهم وعائلاتهم الخاصة. وقد فسرت باربارا ورفاقها الطرائق التي يستطيع الأطفال في المجتمعات الأصلية التعلم من خلالها عن طريق الملاحظة والمشاركة في مساعي المجتمعات وتتمحور في وجود الحماس، والقيام بأدوار مهمة، وإدراك الإحساس بالانتماء لمجتمعاتهم. حيث تكون تجارب التعلم هذه متبادلة ومتشاركة مع بعضها البعض ويتضح ذلك عبر مشاركة الأطفال في المجتمعات وعبر يقظتهم. حيث أن هذا النموذج من التعلم المجتمعي غير الرسمي يتيح للأطفال فرصة المشاركة في المنظمات الاجتماعية وتضمن لهم فرصة التعلم عن طريق ممارسة التخييم
حيث أن التعلم تتم ممارسته من خلال مراحل التنشئة الاجتماعية وتتعلق بثقافة المرء والمجتمع الذي ينتمي إليه. ويعد التعلم عن طريق الملاحظة وممارسة انشطة التخييم نموذجا من التعلم غير الرسمي والذي كثيرا ما يشاهد في المجتمعات الأصلية في الأمريكيتين. فمن الممكن مشاهدة الأطفال في تلكم المجتمعات وهم يقومون بالأنشطة اليومية في المجتمع جنبا إلى جنب مع الراشدين. ويجدر بنا ذكر عملية الحرق والتقطيع في الزراعة التي يتعلمها الأطفال عند تواجدهم هناك وبمساهمتهم عند الإمكان ويجدر ذكر أن الأطفال يشرعون بأنفسهم لأداء تلك الأعمال ويفترض بهم تحمل مسؤولية المهام التي تعود بالنفع على أسرهم وذلك لأن المجتمعات الأصلية توفر فرص التعلم الذاتي للأطفال بالإضافة للإستكشاف وذلك دون اكراه الوالدين.إلا أن هذه المجتمعات تحث على التعاون وتبجله. حيث أن كلا من الأطفال والبالغين يساهمون بفاعلية في المساعي المشتركة للمجتمع.
حيث أن ادوارهم كمتعلمين وكخبراء مرنة بينما يشارك المراقب في تركيز نشط. وطرائق التعلم في المجتمعات الأصلية تتضمن الممارسة كالملاحظة والتعلم التجريبي والتتلمذ. فعمل الأطفال في المجتمعات الأمريكية الأصلية جنباإلى جنب مع اللعب يحتل حيزاً واسعاً من وقت الأطفال في المجتمعات الأصلية في أمريكا. فإذا ما نظرنا إلى فتيات النانجو وهن يساعدن أمهاتهن في في حياكة النسيج واللاتي يصبحن في نهاية المطاف حائكات بارعات نلاحظ أن كيف لحضور الطفل وملاحظته هذه الأنشطة تمكنه من التعلم الفعال. ويبدأ الأطفال في محيطهم بملاحظة وتقليد الذين حولهم قبل انخراطهم في الأنشطة تحت الإشراف والتوجيه، ومثال على شروع الأطفال في العمل الفتاة المكسيكية في المجتمعات الاصلية والتي تبلغ من العمر سنتين تبدأ بمشاركة والدتها في مشروع حفر الثقوب وذلك بعد مشاهدتها اياها ووجود الحماس للمشاركة في انشطة الأسرة والمجتمع ويعد العمل جزءا لإنماء الطفل منذ سن مبكرة ابتداء من مهام بسيطة تبتدأ باللعب مرورا بالقيام بأنواع مختلفة من الأعمال المفيدة. فظروف الحياة اليومية الاعتيادية تخلق فرصا مواتية للأنشطة ذات المغزى الثقافي والتواصل الحساس والتي يعتمد تطور الطفل عليها. ففي أغلب الأحيان سيتعلم الأطفال في ناكارجو كيفية العمل في الأرض أو كيف أن يصبحوا باعة متجولين وذلك بمشاهدتهم أفراد مجتمعهم يقومون بذلك. حيث أن هذه الأنشطة تمنح الأطفال فرص التعلم والتطور من خلال أنماط التعلم الاجتماعي والذي يكتسب عن طريق الخبرة في الحياة اليومية عوض منهج مدروس. حيث يتضمن اطارا اعتياديا والذي يمارس الطفل فيه تفاعله وسلوكه الاجتماعي. وقد يتضمن التعلم غير الرسمي للأطفال في المجتمعات الأصلية في أمريكا العمل عندما يتوقع منهم المساهمة.

## التواصل غير الشفهي كوسيلة تعلم
فمن ناحية الاختلاف الثقافي بين المجتمعات التقليدية للسكان الأصليين في أمريكا وبين طبقة الاوروبيين المنتمين للطبقة المتوسطة، يمكن القول أن مدى انتشار التواصل غير اللفظي يعتمد على تعريف كل ثقافة لمفهوم الإنجاز. حيث أن النجاح في ثقافة الطبقة المتوسطة في المدرسة وبيئة العمل كثيرا ما يعزى إلى الخوض في غمار المنافسة والعمل لتحقيق مكاسب شخصية. وعموما فإن ممارسة التعلم والتعليم في المجتمعات التقليدية للأمريكيتين يقدم أولويات الانسجام والتعاون على تحقيق المكاسب الشخصية. وبغية تحقيق احترام متبادل في التعليم في ثقافة المجتمعات الأصلية في أمريكا، فإن التواصل غير الشفهي هو ما يعتمد عليه غالبا.
إن التواصل غير الشفهي في تلكم المجتمعات يخلق مسارات من المعرفة من خلال المشاهدة ومن ثم القيام بالعمل. وإذا ما نظرنا إلى ثقافة شيليهواني نجدها مثالا رائعا لاستخدام الأسلوب غير الشفهي كأداة تعليمية حيث يقوم الأطفال في هذا المجتمع بتعلم زراعة المحاصيل من خلال ملاحظة الخطوات واحترام ما يقوم به الكبار تجاه الأرض، ويتعلمون أيضا أن العناية بمحاصيلهم لهو أمر حيوي لهم ولنموهم ولازدهار مجتمعاتهم. وعلى نمط مشابه عندما يشارك الأطفال في الطقوس فإنهم يتعلمون أهمية كونهم جزءا من المجتمع وذلك من خلال مشاهدتهم كيف يتصرف كل شخص، وهنا أيضا لا حاجة لوجود تواصل شفهي صريح لأن هذا النوع من التعليم يعتمد كليا على ملاحظة العالم المحيط. فثقافة شيليهواني لا تحتاج إلى التعبير عن التوقعات بصراحة، فمعرفتهم تكون كخبرة وليست كأفعال والتي تعود بالنفع على المجتمع. وفي ثقافة ماتجيسينكي يوضع النشء بمحاذاة أمهاتهم وأفراد مجتمعاتهم على نحو دائم وبهذا يكونون تحت عين أمهم طوال الوقت. وهكذا فإن الطفل سيحث الخطى للاستطلاع بعيدا عن عين أمه وأفراد مجتمعه الذين سيظلون يراقبونه. وبينما يواصل الطفل تجوله قد يصل إلى أماكن غير معروفة أو في غاية الخطورة إلا أن الأم لا تتخل لإيقافه بل تبرح مكانها مشاهدة إياه وهو يستطلع. حيث أن غياب التوبيخ الشفهي والتحذير من البالغين وكبار السن للطفل يجعله يستكشف محيطه بعناية أكبر.

## التعليم الرسمي والتعليم غير النظامي
حتى نفهم ما يقصد بالتعلم غير الرسمي من المفيد أن نعرف التعليم الرسمي والتعليم غير النظامي. فإذا ما نظرنا للتعليم الرسمي نجد أن ميريام وكافريللا وبوجارتنر 2007 Merriam, Caffarella, and Baumgartner , قد بينوا أن «هناك إضفاء من الطابع المؤسسي يطغى على التعليم الرسمي إلى درجة كبيرة وهناك أيضا إضفاء من البيروقراطية وتكون المناهج مسيرة، أيضا وهو معترف به رسميا ويقيم الطالب فيه عن طريق الدرجات وتمنح فيه الشهادات والديبلومات» (p. 29). وقد بينت مريام Merriam وغيرها 2007 «أن مصطلح التعليم غير النظامي قد استخدم بكثرة لوصف التعلم المنظم الذي يمارس خارج نظام التعليم الرسمي. تميل هذه العروض لان تكون قصيرة الأجل وتكون طوعية وبها عدد قليل من الاشتراطات إن وجدت. غير أنها إجمالا تحتوي على مناهج وشخص ميسر لها» (p. 30). وكما بين Burlin (برلين) 2009 «أن التعلم غير النظامي قد يشمل أيضا التعلم ضمن الحقل الرسمي عندما تكون المفاهيم معدة لتلبية الاحتياجات الإبداعية للطلاب على نحو فردي.»

## البحوث والمعطيات
قد بينت Merriam ميريام وغيرها سنة 2007 أن «دراسة التعلم غير الرسمي، لا سيما لأولئك الذين يستفسرون عن مشاريع التعلم الذاتي قد أظهرت أن ما يربو على 90% من البالغين منخرطين في مئات من الساعات من التعلم الرسمي». وبالرغم من إنفاق مليارات الدولارات سنويا على برامج التعلم الرسمي من قبل قطاعي الأعمال والصناعة إلا أنه قد تم تقدير أن الغالبية العظمى أي ما يربو على 70% من التعلم في مقرات العمل هو تعلم غير رسمي (Kim, Collins, Hagedorn, Williamson, & Chapman, 2004), (p. 35–36). ويعد كل من التعلم الرسمي والتعلم غير الرسمي خطوات متكاملة لتنمية الموارد البشرية الافتراضية (Bennett, 2009)، مع أن نمط التعلم غير الرسمي يعد أكثر فاعلية من التعلم غير الرسمي.

## أمثلة وتجارب على التعلم غير الرسمي
إن المعرفة غير الرسمية هي عبارة عن مجموعة من المعلومات التي عادة ما تكون غير ظاهرة للعيان ولا تتم ملاحظتها وقد يكون المكان الرئيسي لتخزين المعرفة هو داخل عقل الشخص وهذا ما أوضحه ديفد جريبو 2002 Grebow, David وإذا ما طرحنا مثالا لقضية اكتساب اللغة، نرى أنه بإمكان الأم تعليم طفلها المفاهيم الأساسية للقواعد واللغة في المنزل حتى قبل أن يلتحق الطفل بنظام تعليمي رسمي (Eaton, Sarah (2011).
وفي قضية مماثلة، يكون لدى الأم فهم ضمني لتراكيب اللغة والصرف والنحو غير أنها لا تكون مدركة بوضوح ما هي هذه الأشياء، حيث أنها تفهم اللغة وتمرر معرفتها لنسلها. ومن الأمثلة الأخرى لنقل المعرفة غير الرسمية هي الرسائل الفورية واللقاءات العفوية التي تحدث على الإنترنت، والاتصالات الهاتفية لمن يملكون معلومات تحتاجها والجلسات المباشرة للتعريف بمنتج جديد وغرف الدردشة الفورية والاجتماعات عبر الإنترنت التي تسعى لتحقيق أجندة فورية واللقاءات عند مبرد الماء أو الاجتماعات مع مرشدك الخاص أو مديرك.
وتظهر التجربة أن الكثير من التعلم للأداء إنما يكون غير رسمي كما أوضح ذلك معهد لبحوث التعلم. وأن أولئك الذين ينقلون معارفهم للمتعلم إنما يكونون موجودين في الزمن الحقيقي. وتعليم مماثل كهذا يمكن أن يكتسب من خلال الهاتف والإنترنت أو عن طريق الذات.
وفي المملكة المتحدة قد اعترفت الحكومة رسميا بفوائد التعلم غير الرسمي. وقد أطلق عليه مصطلح ثورة التعلم (the learning revolution)
وقد تم نشر تقرير حكومي رسمي في الثالث والعشرين من شهر مارس عام الفين وتسعة. وقد أقيم مهرجان ثورة التعلم في أكتوبر عام وقد استفادت المكتبات العامة من التمويل والتي تمثل حاضنا للتعلم غير الرسمي 2009

## من وجهة نظر قطاع الأعمال
السواد الأعظم من الشركات التي تؤمن التدريب في الوقت الراهن منخرطة في الجانب الرسمي من التواصل فقط. ومعظم استثمارات اليوم تتمحور في الجانب الرسمي. حيث أن النتيجة النهائية هي أن تنفق معظم المال على الجزء الأصغر من معادلة التعلم أي ما يعادل 25%. ويحدث 75% من التعلم على نحو خلاق من المتعلم نفسه (بالتبني والتأقلم مع المتغيرات التي قد تحدث في أي وقت) ولا يعد جزء التعلم غير الرسمي من المعادلة أكبر فحسب، بل هو جوهري لتعلم كيفية القيام بأي شي.

## الخلاصة
التعلم المستمر طوال الحياة، وكما تعرفه منظمة التعاون الاقتصادي والتنمية OECD، أنه يتضمن خليطا من التعلم غير الرسمي والتعلم غير النظامي والتعلم الرسمي. ويمكن اعتبار التعلم غير الرسمي على أنه الأصعب لتحديده أو لإثباته. بيد أن ذلك يظل أمراً حرجاً في التنمية المعرفية والاجتماعية طوال مراحل حياة الشخص.

## قراءات إضافية
- Ainsworth, Heather L. and Eaton, Sarah (2010). "Formal, Non-formal and Informal Learning in the Sciences".
- Bennett, Elisabeth E. (2009). Virtual HRD: The intersection of knowledge management, culture, and intranets. Advances in Developing Human Resources, 11(3), 362-374. doi 10.1177/1523422309339724
- Bennett, Elisabeth E. (2012, June). A Four-Part Model of Informal Learning: Extending Schugurensky’s Conceptual Model. In the proceedings of the Adult Education Research Conference. Saratoga Springs, NY: AERC.
- Bersin, Josh (2005). The Blended Learning Book, Best Practices, Proven Methodologies, Lessons Learned. ISBN 0-7879-7296-7
- Coombs, P.H., & Ahmed, H. (1974). Attacking Rural Poverty: How Nonformal Education Can Help. Baltimore: Johns Hopkins University Press.
- Coombs, P.H. (1985). The World Crisis in Education: A View from the Eighties. New York: Oxford University Press.
- Eaton, Sarah (2010). ""Formal, Non-Formal and Informal learning: The Case of Literacy, Essential Skills, and Language Learning in Canada".
- Eaton, Sarah (2011). "Family Literacy and the New Canadian: Formal, Non-Formal and Informal Learning: The Case of Literacy, Essential Skills and Language Learning in Canada".
- Grebow, David. (2002). At the Watercooler of Learning. Retrieved June 9, 2009.
- Livingstone, D.W. (2001). Adults' Informal Learning: Definitions, Findings, Gaps and Future Research. Retrieved October 15, 2010.
- Livingstone, D.W. (2002). Mapping the Iceberg. Retrieved October 15, 2010.
- Marsick, V.J., & Watkins, K.E. (2001). Informal and Incidental Learning. New Directions for Adult and Continuing Education 89, 25–34.
- Merriam, S. B., Caffarella, R., & Baumgartner, L. (2007). Learning in Adulthood: A Comprehensive Guide (3rd ed.) New York: Wiley.
- Organisation for Economic Co-operation and Development / Organisation de Coopération et de Développement Economiques (OECD). (n.d.) "Recognition of Non-formal and Informal Learning - Home"
- Overwien, B. (2000). Informal Learning and the Role of Social Movements. International Review of Education, 46(6), 621–640.
- Schugurensky, D. (2000). The Forms of Informal Learning: Towards a Conceptualization of the Field. Retrieved October 15, 2010.
- Sommerlad, E., & Stern, E. (1999). Workplace Learning, Culture and Performance. London.
- Watkins, K., & Marsick, V. (1990). Informal and Incidental Learning in the Workplace. London.